# Carex karoi
Carex karoi är en halvgräsart som först beskrevs av Josef Franz Freyn, och fick sitt nu gällande namn av Josef Franz Freyn. Carex karoi ingår i släktet starrar, och familjen halvgräs. Inga underarter finns listade i Catalogue of Life.